# المرفيد (كشر)

تعديل مصدري - تعديل

المرفيد هي إحدى قرى عزلة خميس القاضي بمديرية كشر التابعة لمحافظة حجة، بلغ تعداد سكانها 218 نسمة حسب تعداد اليمن لعام 2004.